# Ulica Abramowicka w Lublinie
Ulica Abramowicka w Lublinie – jedna z głównych ulic w Lublinie, biegnąca od ulicy Władysława Kunickiego do południowej granicy administracyjnej Lublina. Dziesiąta ulica w mieście pod względem długości (3709 m). Na całej tej długości biegnie razem z drogą wojewódzką nr 835.
Przy ulicy Abramowickiej znajduje się Szpital Neuropsychiatryczny im. prof. Mieczysława Kaczyńskiego.